# Shuichi Uemura
Shuichi Uemura (植村 修一 Uemura Shuichi?,  nacido el 3 de diciembre de 1966 en Kagoshima) es un exfutbolista japonés. Jugaba de guardameta y su último club fue el Kyoto Purple Sanga de Japón.

## Trayectoria

### Clubes
| Club               | País  | Año         |
| ------------------ | ----- | ----------- |
| Toyota Motors      | Japón | 1987 - 1990 |
| Kyoto Purple Sanga | Japón | 1992 - 1996 |